# Pohlia nemicaulon
Pohlia nemicaulon är en bladmossart som beskrevs av Brotherus 1903. Pohlia nemicaulon ingår i släktet nickmossor, och familjen Bryaceae. Inga underarter finns listade i Catalogue of Life.